# Stråldrakfisk
Stråldrakfisk, Pterois radiata, är en korallrevsfisk som lever i Indiska oceanen och västra delarna av Stilla havet. Fisken blir normalt cirka 20 cm lång, upp till maximalt 24 cm. Stråldrakfisken är den enda av släktet Pterois som saknar markeringar på och mellan de upprättstående fenstrålarna och har horisontella vita band på stjärtfenan. Spetsarna på fenstrålarna på drakfiskens ryggfena är giftiga.
Drakfisken är ej upptagen på IUCN:s lista över hotade arter.